# Ectropis loxosira
Ectropis loxosira là một loài bướm đêm trong họ Geometridae.